# I'm Like a Bird
"I'm Like a Bird" (em português: Sou como um pássaro) é o segundo single do disco Whoa, Nelly! de Nelly Furtado. O single é uma das canções que mais famosas do ano de 2001. Em 2002 o single ganhou o Grammy de Melhor Performance Pop Vocal Feminina.

## Lista de faixas
UK CD single
1. "I'm Like a Bird" (versão LP) – 4:02
2. "Party" (Reprise) (versão não-LP) – 4:53
3. "My Love Grows Deeper" (versão não-LP) – 4:54
4. "I'm Like a Bird" (vídeo) – 4:02

German 2-track single
1. "I'm Like a Bird" (versão LP) – 4:02
2. "Party" (Reprise) (versão não-LP) – 4:53

German 4-track single
1. "I'm Like a Bird" (versão LP) – 4:02
2. "Party" (Reprise) (versão não-LP) – 4:53
3. "My Love Grows Deeper" (versão não-LP) – 4:54
4. "I Feel You" (com colaboração de Esthero) – 4:08

## Remixesoficiais
- "I'm Like a Bird" (Junior Vasquez Club Anthem Remix) – 10:21
- "I'm Like a Bird" (Junior Vasquez Club Anthem Padapella) – 9:12
- "I'm Like a Bird" (Junior Vasquez Earth Anthem Radio Mix) – 6:30
- "I'm Like a Bird" (Gavo's Martini Bar mix) – 6:56
- "I'm Like a Bird" (Moon mix) – 4:27
- "I'm Like a Bird" (Tara remix)
- "I'm Like a Bird" (F Man remix)
- "I'm Like a Bird" (Vadco Martini mix)
- "I'm Like a Bird" (Bubbling Reggae remix)
- "I'm Like a Bird" (Asha vs. Nelly Remix) – 5:33
- "I'm Like a Bird" (Studio Version from Get Loose Tour) – 5:51
- "I'm Like a Bird" (Radio promo) – 4:02
- "I'm Like a Bird" (LP version) – 4:04
- "I'm Like a Bird" (Acoustic version) – 4:29
- "I'm Like a Bird" (Piano version)
- "I'm Like a Bird" (Karaoke version)
- "I'm Like a Bird" (Instrumental version)
- "I'm Like a Bird" (Element 101 Cover from Punk Goes Pop)

## Posições nas paradas
| Parada (2000-2001)                             | Melhor posição |
| ---------------------------------------------- | -------------- |
| Austrália (ARIA)                               | 2              |
| Áustria (Ö3 Austria Top 75)                    | 41             |
| Bélgica (Ultratop 50 de Flandres)              | 16             |
| Bélgica (Ultratop 50 da Valônia)               | 19             |
| Canadá (Canadian Hot 100)                      | 1              |
| Dinamarca (Hitlisten)                          | 13             |
| França (SNEP)                                  | 33             |
| O campo songid é OBRIGATÓRIO PARA PARADA ALEMÃ | 41             |
| Irlanda (IRMA)                                 | 4              |
| Itália (FIMI)                                  | 16             |
| Países Baixos (Single Top 100)                 | 8              |
| Nova Zelândia (Recorded Music NZ)              | 2              |
| Noruega (VG-lista)                             | 17             |
| Suécia (Sverigetopplistan)                     | 16             |
| Suíça (Schweizer Hitparade)                    | 17             |
| Reino Unido (UK Singles Chart)                 | 5              |
| Estados Unidos (Billboard Hot 100)             | 9              |
| Estados Unidos Billboard Mainstream Top 40     | 6              |
| Estados Unidos (Billboard Adult Contemporary)  | 4              |
| Estados Unidos (Billboard Adult Top 40)        | 5              |
| Estados Unidos (Billboard Latin Pop Airplay)   | 31             |

## Histórico de lançamento
| País           | Data de lançamento      |
| -------------- | ----------------------- |
| Estados Unidos | 24 de outubro de 2000   |
| Canadá         | 28 de novembro de 2000  |
| Europa         | 15 de maio de 2000      |
| Reino Unido    | 26 de fevereiro de 2001 |